# Włodzimierz Kotoński
Włodzimierz Kotoński (Varsovia, 23 de agosto de 1925 – Varsovia, 4 de septiembre de 2014) fue un compositor polaco.

## Biografía
Kotoński estudió junto a Piotr Rytel y Tadeusz Szeligowski en la Escuela Superior de música, graduándose en 1951. En su etapa inicial, se interesó por la música popular de la región de Podhale en el sur de Polonia. Después de asistir a las Cursos de Verano de Darmstadt desde 1957 hasta 1961, adoptó el serialismo puntual en obras como Sześć miniatur (Seis Miniaturas) para clarinete y piano de 1957 y Muzyka kameralna (Música de cámara) para 21 instrumentos y percusión en el año siguiente. Esta tendencia culminó en 1959 con Musique en relief para seis grupos orquestales. Su Etiuda na jedno uderzenie w talerz (Estudio sobre un golpe de platillo) fue la primera pieza polaca de música electrónica, creada en el Estudio Experimental de la Radio Polaca. También trabajó en varios estudios de música electrónica en el extranjero, entre otros en  Colonia, París, Friburgo y Berlín.
En 1967, fue nombrado profesor de composición en la Academia de Música Frédéric Chopin de Varsovia, donde también dirigió el estudio de música electrónica. En particular, escribió el primer libro en polaco sobre la música electroacústica.
Desde los años 1974-1976, fue editor de música en jefe en la Polskie Radio y director musical en jefe de la radio polaca y la Telewizja Polska. Entre 1980 y 1983, fue vicepresidente y entre 1983 y 1989 presidente de la Sección Polaca de la Sociedad Internacional de Música Contemporánea (ISCM). Presentó conferencias en composición y música electroacústica en universidades extranjeras como Estocolmo, Búfalo, Los Ángeles y Jerusalén.
Entre sus alumnos se incluyen a Jacek Grudzien, Jarosław Kapuściński, Krzysztof Knittel, Konstancja Kochaniec, Stanislaw Krupowicz, Owen Leech, Hanna Kulenty, Pawel Mykietyn o  Pawel Szymanski. 
Murió en Varsovia a la edad de 89 años el 4 de septiembre de 2014

## Composiciones
- Poemat, para orquesta (1949)
- Tańce góralskie [Highlander Dances], para orquesta (1950)
- Quartettino, para 4 cuernos (1950)
- Preludium i passacaglia, para orquesta (1953)
- 6 miniatur, para clarinete y piano (1957)
- Muzyka kameralna, para 21 instrumentos y percusión (1958)
- Etiuda na jedno uderzenie w talerz [Study on 1 Cymbal Stroke], para cinta (1959)
- Musique en relief, ciclo de 5 miniaturas para 6 grupos orquestales (1959)
- Concerto per quattro, para piano, clave, guitarra, harpa y orquesta (1960, rev. 1965)
- Trio, para flauta, guitarra, y percusión (1960)
- Canto, para conjunto (1961)
- Selection I, para clarinete, alto saxofón, saxofón tenor y guitarra (1962)
- Mikrostruktury, para cinta (1963)
- Musica per fiati e timpani (1963)
- Monochromia, para oboe (1964)
- Pezzo, para flauta y piano (1964)
- Wind Quintet, para flauta, oboe, clarinete, fagot y cuerno (1964)
- A battere, para percusión, guitarra, viola, violonchelo y clavecín (1966)
- Klangspiele, para cinta y distribución de sonido (1967)
- Pour quatre, para clarinete, trombón, violonchelo, and piano (1968)
- Muzyka na 16 talerzy i smyczki [Music for 16 Cymbals and Strings] (1969)
- Aela, para cinta (1970)
- Multiplay, para 2 trompetas, cuerno, 2 trombones y tuba (1971)
- Concerto para Oboe (+ oboe d’amore), eletrónicos en vivo y orquesta (1972)
- Harfa Eola [Aeolian Harp], para soprano, alto recorder, autoharpa, guitarra y órgano eletrónico, todos con amplificación (1973)
- Musical Games, para 5 intérpretes (1973)
- Promenada I, teatro instrumental para 4 intérpretes (1973)
- Promenada II , teatro instrumental para 3 sintetizadores, clarinete, trombón y violonchelo (1973)
- Skrzydła [Wings], para cinta (1973)
- Róża wiatrów [Wind Rose], para orquesta (1976)
- Muzyka wiosenna [Spring Music], para flauta, oboe, violín y sintetizador o cinta (1978)
- Bora, para orquesta (1979)
- Pełnia lata [Midsummer], para clarinete, violonchelo, piano y electrónicos en vivo (1979)
- Sirocco, para orquesta (1980)
- Pieśń jesienna [Autumn Song], para clavecín y cinta (1981)
- Terra incognita, para orquesta (1984)
- Sceny liryczne, para 9 intérpretes (1986)
- Tableaux vivants dans un jardin à l’anglaise, para sintetizador y cinta (1986)
- Tlalocl, para clavecín y percusión (1986)
- Ptaki [Birds], para clarinete, violonchelo y piano (1988)
- Cadenze e arie, para guitarra (1988)
- Antiphonae, para cinta (1989)
- Bucolica (Morton Feldman in memoriam), para flauta solo (alto flauta en Sol y flauta en Do) (1989)
- Trzy etidy rytmiczne [Three Rhythmic Studies], para piano (1990)
- La gioia, para 9 instrumentos de cuerda o orquesta de cuerda (1991)
- Tierra caliente, para cinta (1992)
- Motu proprio, 4 piezas para fagot y piano (1992)
- Seven Haiku (Bashõ), para voz femenina, grabadora, oboe, clarinete y harpa (1993)
- Concerto para guitarra eléctrica and 11 Instruments (1994)
- Symphony No. 1 (1995)
- Podróż zimowa [Winter Journey], para flauta, oboe, clarinete, violín, violonchelo, clavecín y cinta (1995)
- Concerto para Violin y orquesta (1996)
- Mijikayo, para conjunto instrumental japonés (1996)
- Speculum vitae, para orquesta y cinta (1996)
- Trzy pieśni niemieckie do tekstów Josepha von Eichendorffa i Dursa Grünbeina [Three German Songs on texts by Joseph von Eichendorff and Durs Grünbein], para barítono y guitarra (1997)
- Trzy pieśni do słów Dursa Grünbeina [Three Songs on Words by Durs Grünbein], for baritone y guitarra (1997)
- Northern Lights (Aurora Borealis), para clavecín amplificado y cinta (1998)
- Sextet, para flauta, oboe, clarinete, fagot, cuerno y piano (1998)
- Zmienne struktury [Variable Structures], para clarinete, trombón y piano (2000)
- Symphony No. 2 (2001)
- String Quartet No. 1 (2002)
- Wilanowskie pejzaże [Wilanów Landscape], para flauta y cuarteto de cuerda (2002)
- Concerto para Clarinete y Orquesta (2002–2003)
- Madrygały polskie [Polish Madrigals], para soprano y conjunto instrumental en versos de viejos poetas polacos (2004)

## Escritos
- "Uwagi o muzyce ludowej Podhala" [Notes on the Folk Music of Podhale], Muzyka, 4, nos. 5–6 (1953): 3–25; 4, nos. 7–8 (1953): 43–58; 4, nos. 11–12 (1953): 26–45; 5, nos. 1–2 (1954): 14–27.
- Góralski i zbójnicki [Highlander and Bandit Dances]. Kraków: Polskie Wydawnictwo Muzyczne, 1956.
- Instrumenty perkusyjne we wspó/lczesnej orkiestrze [Instrumentos de percusión en la orquesta moderna] Polskie Wydawnictwo Muzyczne, 1963. Second edition, Kraków: Polskie Wydawnictwo Muzyczne, 1981.
  - Hungarian trans. by Zsolt Molnár, como A modern zenekar ütöhangszerei Budapest: Zenemükiadó, 1967.
  - German trans. by the author, como Schlaginstrumente im modernen Orchester . Mainz: Schott, 1968.
  - English trans. by Daria Semegen, como Instrumentos de percusión en la orquesta contemporánea. Kraków: Polskie Wydawnictwo Muzyczne, 1968.
- "La musique a la Radio Polonaise". La musique en pologne 2, no. 10 (1974): 3–15.
- Muzyka elektroniczna. Kraków: Polskie Wydawnictwo Muzyczne, 1989. ISBN 83-224-0372-0
- "Heterofonia: Stara technika w nowych zastosowaniach" [Heterophony: An Old Technique in a New Application]. In Sesja naukowa na temat: Twórczośċ kompozytorów wrocławskich (1945-1985). Zeszyt naukowy: Akademia Muzyczna im. Karola Lipińskiego we Wrocławiu, no. 46 edited by Walentyna Węgrzyn-Klisowska, and Maria Passella. Wroclaw: AM, 1990.
- Leksykon wspólczesnej perkusji Kraków: Polskie Wydawnictwo Muzyczne, 1999. ISBN 83-224-0490-5